# Ян Гануш (футболіст)
Ян Гануш (чеськ. Jan Hanuš, нар. 28 квітня 1988, Хлумец-над-Цидліноу) — чеський футболіст, воротар клубу «Яблонець».
Виступав, зокрема, за клуби «Славія» та «Височина», а також молодіжну збірну Чехії.

## Клубна кар'єра
У дорослому футболі дебютував 2009 року виступами за команду клубу «Славія», в якій провів три сезони, взявши участь у 7 матчах чемпіонату.
Своєю грою за цю команду привернув увагу представників тренерського штабу клубу, до складу якого приєднався 2010 року.
Протягом 2010 року грав на умовах оренад за «Лучин» і «Градець-Кралове», після чого повернувся до «Славії», де, утім, захищав ворота другої команди клубу.
У 2012 році уклав контракт з клубом «Височина», у складі якого провів наступні п'ять років своєї кар'єри гравця.
До складу клубу «Яблонець» приєднався 2018 року.

## Виступи за збірну
Протягом 2009–2011 років залучався до складу молодіжної збірної Чехії. На молодіжному рівні зіграв у 3 офіційних матчах.